# Mistrzostwa Świata w Piłce Nożnej Plażowej 2003
Mistrzostwa świata w piłce nożnej plażowej 2003 – dziewiąte rozgrywki o tytuł mistrza świata. Turniej został rozegrany na Copacabanie w lutym 2003. 

## Zespoły zakwalifikowane
| Drużyna           | Strefa kwalifikacyjna | Liczba występów do tej pory | Najlepszy wynik                                        | Ostatni występ |
| ----------------- | --------------------- | --------------------------- | ------------------------------------------------------ | -------------- |
| Japonia           | Azja                  | 2                           | IV miejsce (2000)                                      | 2000           |
| Stany Zjednoczone | Ameryka Północna      | 7                           | II miejsce (1995)                                      | 2001           |
| Brazylia          | Ameryka Południowa    | 8                           | Mistrzostwo (1995, 1996, 1997, 1998, 1999, 2000, 2002) | 2002           |
| Urugwaj           | Ameryka Południowa    | 8                           | II miejsce (1996, 1997)                                | 2002           |
| Francja           | Europa                | 6                           | II miejsce (1998, 2001)                                | 2002           |
| Hiszpania         | Europa                | 5                           | III miejsce (2000)                                     | 2002           |
| Portugalia        | Europa                | 6                           | Mistrzostwo (2001)                                     | 2002           |
| Włochy            | Europa                | 8                           | III miejsce (1996)                                     | 2002           |

## Faza grupowa

### Grupa A
Tabela:
| lp | Reprezentacja     | M | Z | R | P | Bramki  | Pkt |
| -- | ----------------- | - | - | - | - | ------- | --- |
| 1. | Brazylia          | 3 | 3 | 0 | 0 | 26 - 6  | 9   |
| 2. | Hiszpania         | 3 | 2 | 0 | 1 | 19 - 13 | 6   |
| 3. | Włochy            | 3 | 1 | 0 | 2 | 11 - 19 | 3   |
| 4. | Stany Zjednoczone | 3 | 0 | 0 | 3 | 8 - 26  | 0   |

Wyniki:
| Brazylia  | 6 - 3  | Hiszpania         |
| Hiszpania | 8 - 3  | Stany Zjednoczone |
| Brazylia  | 7 - 2  | Włochy            |
| Włochy    | 5 - 4  | Stany Zjednoczone |
| Brazylia  | 13 - 1 | Stany Zjednoczone |
| Hiszpania | 8 - 4  | Włochy            |

### Grupa B
Tabela:
| lp | Reprezentacja | M | Z | R | P | Bramki  | Pkt |
| -- | ------------- | - | - | - | - | ------- | --- |
| 1. | Francja       | 3 | 2 | 0 | 1 | 20 - 14 | 6   |
| 2. | Portugalia    | 3 | 2 | 0 | 1 | 14 - 10 | 6   |
| 3. | Urugwaj       | 3 | 2 | 0 | 1 | 9 - 9   | 6   |
| 4. | Japonia       | 3 | 0 | 0 | 3 | 4 - 14  | 0   |

Wyniki:
| Urugwaj    | 2 - 1 | Japonia    |
| Francja    | 8 - 6 | Portugalia |
| Portugalia | 5 - 1 | Japonia    |
| Urugwaj    | 6 - 5 | Francja    |
| Portugalia | 3 - 1 | Urugwaj    |
| Francja    | 7 - 2 | Japonia    |

## Faza Pucharowa

### Półfinały
| Hiszpania | 5 - 4 | Francja    |
| Brazylia  | 7 - 2 | Portugalia |

### Mecz o 3 miejsce
| Portugalia | 7 - 4 | Francja |

### Finał
| Brazylia | 8 - 2 | Hiszpania |

## Nagrody
- MVP: Amarelle ( Hiszpania)
- Król strzelców: Neném ( Brazylia) - 15 bramek
- Najlepszy bramkarz: Robertinho ( Brazylia)